# Чумойка (притока Вали)
Чумо́йка (рос. Чумойка) — річка в Удмуртії (Можгинський район), Росія, ліва притока Вали.
Довжина річки становить 11 км. Бере початок на південній околиці міста Можга, впадає до Вали нижче селища Чумойтло. Річка протікає весь час на північний схід і лише біля самого гирла повертає на північ. Через річку збудовано 3 автомобільних мости на один залізничний. Невелика ділянка середньої течії, біля мікрорайону Восточний міста Можга, слугує кордоном міської території.
Над річкою розташовано присілок Чумойтло.